# 666 Satan
666 Сатана (яп. 666 サタン 666 сатан) — японская манга, придуманная и нарисованная Сэйси Кисимото и публиковавшаяся в журнале Monthly Shonen Gangan.

## Сюжет
В недалёком будущем древние знания станут движущей силой мира. Да, обнаруженные О-Артефакты. С расширение археологических раскопок, находили всё больше и больше О-Артефактов. Единственное, что известно об О-Артефактах, это то, что они обладают непостижимой силой, которую не может объяснить современная наука. Все О-Артефакты делятся на ранги, согласно своей силе: E, D, C, B, A, S, SS. И те особенные люди, что могут управлять О-Артефактами, зовутся О-Артефакт Тактиками или О. П. Т.ами. Многие страны стали использовать О. П. Т.ов и древние технологии в своих целях.
- Арка 1:
- Начало с 1-й главы.
- Джио Фрид — двенадцатилетний мальчик с мечтой завоевать весь мир. Он никому не доверяет кроме себя и денег. Однажды он встречает девочку по имени Руби Кресцент, которая предлагает стать друзьями, но тот отказывается. Тогда она нанимает его телохранителем и постепенно доказывает свою правоту.
- Арка 2:
- Начало с 25-й главы.
- Прошло два года после того, как Джио, Руби и Болл покинули Энтоцу. Джио всё так же хочет завоевать мир, Руби стать знаменитой охотницей за сокровищами и найти легендарный О-Артефакт, а Болл стать сильным О. П. Т.ом. Находясь под опекой господина Вик и госпожи Бэзил, они встречаются с Кирином-саном и его собакой Джаджамару и его злым братом-близнецом Каджуки, состоящим в Зеноме. И попадают на турнир который проходит в городе "Утёс птиц".
- Арка 3:
- Начало с 54-й главы.
- После олимпиады в Рок Бирде (Rock Bird) прошло 4 года. Джио Фрид куда-то бесследно исчез, и поэтому Бол, Кирин, Амидаба, Кросс, Джаджамару и Джоджомару отправились на его поиски чтобы после спасти Руби из лап СТИ.

## Персонажи

### Главные персонажи
- Руби Кресцент (яп. ルビィ・クレセント) — охотница за сокровищами, расшифровывает древние писания. Встречает Джио во время поисков легендарных о-артефактов. Её "отца" зовут Джек Кресцент. Первый раз появляется в первой главе манги. К концу второй арки выясняется, что Руби является десятым ангелом Сефирота.
- Джио Фриид (яп. ジオ・フリード) — О. П. Т., мечтающий завоевать мир. Имеет рану в сердце, но твёрдо идёт к достижению своих целей. Является главным героем. В начале он верит только в деньги, но потом понимает как важны друзья, благодаря Руби. В конце именно он спасает планету от "смерти".
- Сатана (яп. サタン) — форма, в которую Джио трансформируется. Имеет огромную силу и поглощает эффекты других о-артефактов. Называет себя Люцифер. Первый раз появляется в первой главе манги.
- Кросс Бьянкина (яп. クロス・ビアンキーナ) — О. П. Т. Предан богу, а также командир армии Сти. Его цель — поймать и убить Сатану за смерть своей сестры. Первый раз появляется в четвёртой главе манги. Имеет огромное количество энергии, а поэтому владеет разрушительной силой. Является Сефиротом каббалы Света.
- Болл (яп. ボール) — мальчик, живущий в Энтоцу. Член группы «Сопротивление». Первый раз появляется в восьмой главе манги. Вскоре выясняется, что Болл — О. П. Т. У него есть младшая сестра, отца и мать на долгое время «украло» правительство. В последней главе показывается будущее Болла — он женат на Мей и у них двое детей-близнецов, циклоп и О.П.Т.

## О-Артефакты
| Название  | Эффект |
| --------- | --- |
| Зеро      | Даёт эффекты удвоения силы. |
| Левиафан  | По форме похож на пистолет. Стреляет водяными пулями.                                                                                                |
| Ороти     | Он захватывает противника. |
| Ашура     | Создаёт обычный огонь. Если его обладатель силён, то огонь будет синего цвета, а если сердце обладателя заполнено ненавистью, то пламя будет чёрным. |
| Мессия    | Эффекты: Разделяемая голова, лазерный луч и высокая скорость.                                                                                        |
| Син (Бог) | Ранг: SS. Эффект: Барьер. Им управляет Аматерасу Мико.                                                                                               |
| Кость     | Опорнодвигательный аппарат Зеро (Скелет Зеро) и есть сам О-Артефакт. Эта кость позволяет ему быстро двигаться.                                       |

## Список глав
| № | Оригинальное издание | Оригинальное издание | Издание на русском   | Издание на русском |
| № | Дата публикации      | ISBN                 | Дата публикации      | ISBN               |
| --- | -------------------- | -------------------- | -------------------- | ------------------ |
| 1 | 20 декабря 2001 года | ISBN 4-7575-0597-3   | 12 декабря 2006 года | ISBN 1-4215-0855-9 |
| - 01. Друзья, «Friends» (яп. 友達 «Tomodachi») - 02. Мечта: 1 часть, «The Dream 1» (яп. 夢1 «Yume 1») - 03. Мечта: 2 часть, «The Dream 2» (яп. 夢2 «Yume 2») |                      |                      |                      |                    |
| 2 | 22 мая 2002 года     | ISBN 4-7575-0697-X   | 13 февраля 2007 года | ISBN 1-4215-0856-7 |
| - 04. Пять О-Артефактов, «The 5 Rings» (яп. 五連オーパーツ «Go Ren Ō Pātsu») - 05. Одинокий волк, «A Lone Wolf» (яп. 一匹狼 «Ippiki Ōkami») - 06. Клык, «Fangs» (яп. 牙 «Kiba») - 07. Туманный город, «The Misty City» (яп. 霧の街 «Kiri no Machi») - 08. Сопротивление, «Resistance Movement» (яп. 反政府組織 «Rejisutansu») |                      |                      |                      |                    |
| 3 | октябрь 2002 года    | ISBN 4-7575-0810-7   | 10 апреля 2007 года  | ISBN 1-4215-0855-9 |
| - 09. Алый маг, «The Crimson Magician» (яп. 深紅の奇術師 «Kurimuzon no Majishan») - 10. Побег, «Escape!!» (яп. 脱出!! «Esukēpu!!») - 11. Сила древних людей, «The Power of the Ancient Civilization» (яп. 超古代人の力 «Chōkodaijin no Chikara») - 12. Три испытания, «The Three Ordeals» (яп. 3つの試練 «3 Tsu no Shiren») - 13. Появление Кирина, «Kirin?!» (яп. キリン！？) |                      |                      |                      |                    |
| 4 | февраль 2003 года    | ISBN 4-7575-0873-5   | 12 июня 2007 года    | ISBN 1-4215-0858-3 |
| - 14. Двое против одного, «Two Against One» (яп. 二対一 «Ni Tai Ichi») - 15. Пылающий бэтмен!!, «Go, Bat-man!!» (яп. 燃えろバットマン!! «Moero Battoman!!») - 16. Мексис пробуждается!!, «Mexis Activated!!» (яп. メキシス始動!! «Mekishisu Shidō!!») - 17. Власть Бога, «The Power of a God» (яп. 神の力 «Kami no Chikara») |                      |                      |                      |                    |
| 5 | 21 июня 2003 года    | ISBN 4-7575-0963-4   | 14 августа 2007 года | ISBN 1-4215-0859-1 |
| - 18. Дорога, полная препятствий, «Marching Along the Winding Road» (яп. グネグネ道 突進 «Gunegunedō Tosshin») - 19. Всеобщие мысли, «Everybody’s Thoughts and Feelings» (яп. それぞれの想い «Sorezore no Omoi») - 20. Последний план, «Final Operation» (яп. 最終作戦 «Saishū Sakusen») - 21. Сердца становятся едины, «Everybody’s Hearts as One» (яп. 一つになる心 «Hitotsu ni Naru Kokoro») - 22. Сделка с Сатаной, «A Pact With the Devil» (яп. 悪魔の契約 «Akuma no Keiyaku») |                      |                      |                      |                    |
| 6 | 22 ноября 2003 года  | ISBN 4-7575-1072-1   | 9 октября 2007 года  | ISBN 1-4215-0860-5 |
| - 23. «Archenemy» (яп. 宿敵 «Shukuteki») - 24. «Blue Sky» (яп. 青空 «Aozora») - Gaiden: «Justice» (яп. 外伝 ジャスティス «Gaiden Jasutisu») - Chapter Bonus: «Trigger» (яп. トリガー «Torigā») |                      |                      |                      |                    |
| 7 | 21 февраля 2004 года | ISBN 4-7575-1143-4   | 11 декабря 2007 года | ISBN 1-4215-0861-3 |
| - 25. «The Legend of Spirit» (яп. スピリッツの伝説 «Supirittsu no Densetsu») - 26. «Kabbalah» (яп. カバラ Kabara) - 27. «Mom and Dad» (яп. 父さん 母さん «Tōsan Kaasan») - 28. «Black Market Caravan» (яп. 闇のキャラバン «Yami no Kyaraban») |                      |                      |                      |                    |
| 8 | июня 2004 года       | ISBN 4-7575-1220-1   | 12 февраля 2008 года | ISBN 1-4215-1526-1 |
| - 29. «The Fated Two» (яп. 導かれし二人 «Michibikareshi Ninin») - 30. «The Kabbalah’s Angel» (яп. カバラの天使 «Kabara no Reshipi») - 31. «Olympia’s Prelim Round» (яп. オリンピア予選開始 «Orinpia Yosen Kaishi») - 32. «The Chosen Two» (яп. 選ばれた2名 «Erabareta 2 Mei») |                      |                      |                      |                    |
| 9 | 22 октября 2004 года | ISBN 4-7575-1296-1   | 8 апреля 2008 года   | ISBN 1-4215-1831-7 |
| - 33. «Rock Bird» (яп. 怪鳥ロックバード «Kai Tori Rokku Bādo») - 34. «The Main Round Begins» (яп. オリンピア本戦開始! «Orinpia Honsen Kaishi!») - 35. «The Promise» (яп. 約束 «Yakusoku») - 36. «Maximum Volume» (яп. 最大のボリューム «Saidai no Boryūmu») |                      |                      |                      |                    |
| 10 | 22 февраля 2005 года | ISBN 4-7575-1363-1   | 10 июня 2008 года    | ISBN 1-4215-1832-5 |
| - 37. «A Real Monster, Part 1» (яп. 本物のバケモノ① «Honmono no Bakemono 1») - 38. «A Real Monster, Part 2» (яп. 本物のバケモノ② «Honmono no Bakemono 2») - 39. «The Bird Inside a Cage» (яп. 籠の中の鳥 «Kago no Naka no Tori») - 40. «The Shape of One’s Heart» (яп. 心と形 «Kokoro to Katachi») |                      |                      |                      |                    |
| 11 | 22 июня 2005 года    | ISBN 4-7575-1454-9   | 12 августа 2008 года | ISBN 1-4215-1833-3 |
| - 41. «Hope» (яп. 希望 «Kibō») - 42. «Rival!?» (яп. ライバル!? «Raibaru!?») - 43. «Theory of the World» (яп. 世界の理 «Sekai no Ri») - 44. «The Big Bang» (яп. ビッグバン «Biggu Ban») |                      |                      |                      |                    |
| 12 | 22 октября 2005 года | ISBN 4-7575-1551-0   | 14 октября 2008 года | ISBN 1-4215-1834-1 |
| - 45. «Top Floor» (яп. 最上階 «Saijōkai») - 46. «Evil King Icarus» (яп. 魔帝イカロス «Matei Ikarosu») - 47. «Heart» (яп. 心 «Kokoro») - 48. «Kaballah’s Devil» (яп. カバラの悪魔 «Kabara no Akuma») |                      |                      |                      |                    |
| 13 | 22 февраля 2006 года | ISBN 4-7575-1624-X   | 25 ноября 2008 года  | ISBN 1-4215-1835-X |
| - 49. «Figure» (яп. 激闘 «Gekitō») - 50. «1 Hit» (яп. 一撃 «Ichigeki») - 51. «Light and Dark» (яп. 光と闇 «Hikari to Yami») - 52. «The Key of Solomon» (яп. ソロモンの鍵 «Soromon no Kagi») |                      |                      |                      |                    |
| 14 | 22 июня 2006 года    | ISBN 4-7575-1701-7   | 10 февраля 2009 года | ISBN 1-4215-1995-X |
| - 53. «Bonds» (яп. 繋がり «Tsunagari») - 54. «Ancient People» (яп. 古代種 «Kodaishu») - 55. «Legendary O-Parts» (яп. 伝説のオーパーツ «Densetsu no Ō Pātsu») - 56. «New Member» (яп. 新仲間 «Shin Menbā») |                      |                      |                      |                    |
| 15 | 21 октября 2006 года | ISBN 4-7575-1796-3   | 14 апреля 2009 года  | ISBN 1-4215-1996-8 |
| - 57. «Break In!» (яп. 突入!! «Totsunyū!!») - 58. «Everyone’s Fight» (яп. それぞれの戦い «Sorezore no Tatakai») - 59. «Magic Trick» (яп. おまじない «Omajinai») - 60. «Miko’s Truth» (яп. ミコの思想 «Miko no Shisō») |                      |                      |                      |                    |
| 16 | 22 марта 2007 года   | ISBN 4-7575-1983-4   | 9 июня 2009 года     | ISBN 1-4215-1997-6 |
| - 61. «Welcome Home» (яп. おかえり «Okaeri») - 62. «All Members Gather» (яп. 全メンバー集結 «Zen Menbā Shūketsu») - 63. «Full Moon» (яп. 月夜 «Tsukiyo») - 64. «Zenom’s Headquarters» (яп. ゼノム本部 «Zenomu Honbu») |                      |                      |                      |                    |
| 17 | 22 июня 2007 года    | ISBN 4-7575-2026-3   | 11 августа 2009      | ISBN 1-4215-2227-6 |
| - 65. «The Ruins' Traps!» (яп. 遺跡の罠!! «Iseki no Wana!!») - 66. «Heart» (яп. 心 «Kokoro») - 67. «Brothers Face Off! Memories of the Scars!» (яп. 兄弟対決!! キズの記憶 «Kyōdai Taiketsu!! Kizu no Kioku») - 68. «Father’s Thoughts» (яп. 父の想い «Chichi no Omoi») |                      |                      |                      |                    |
| 18 | 22 октября 2007 года | ISBN 4-7575-2129-4   | 13 октября 2009 года | ISBN 1-4215-2339-6 |
| - 69. «Life» (яп. 命 «Inochi») - 70. «The Heart of a Woman» (яп. 女心 «Onnagokoro») - 71. «Devil’s Summoner» (яп. デビルズサマナー «Debiruzu Samanā») - 72. «2 Battles» (яп. 二つの闘い «Futatsu no Tatakai») |                      |                      |                      |                    |
| 19 | 22 февраля 2008 года | ISBN 4-7575-2216-9   | 8 декабря 2009 года  | ISBN 1-4215-2567-4 |
| - 73. «Zenom» (яп. ゼノム «Zenomu») - 74. «Pinky Swear» (яп. 指切り «Yubikiri») - 75. «Armageddon» (яп. ハルマゲドン «Harumagedon») - 76. «Jio Freed» (яп. «Jio Furīdo») |                      |                      |                      |                    |